# جورج تشانغ
جورج تشانغ (بالصينية: 張燦鍙) هو سياسي تايواني، ولد في 1 مارس 1936 في تايوان. حزبياً، نشط في الحزب الديمقراطي التقدمي.